# 2013 في الصومال
فيما يلي تسلسل زمني لأحداث الصومال عام 2013.

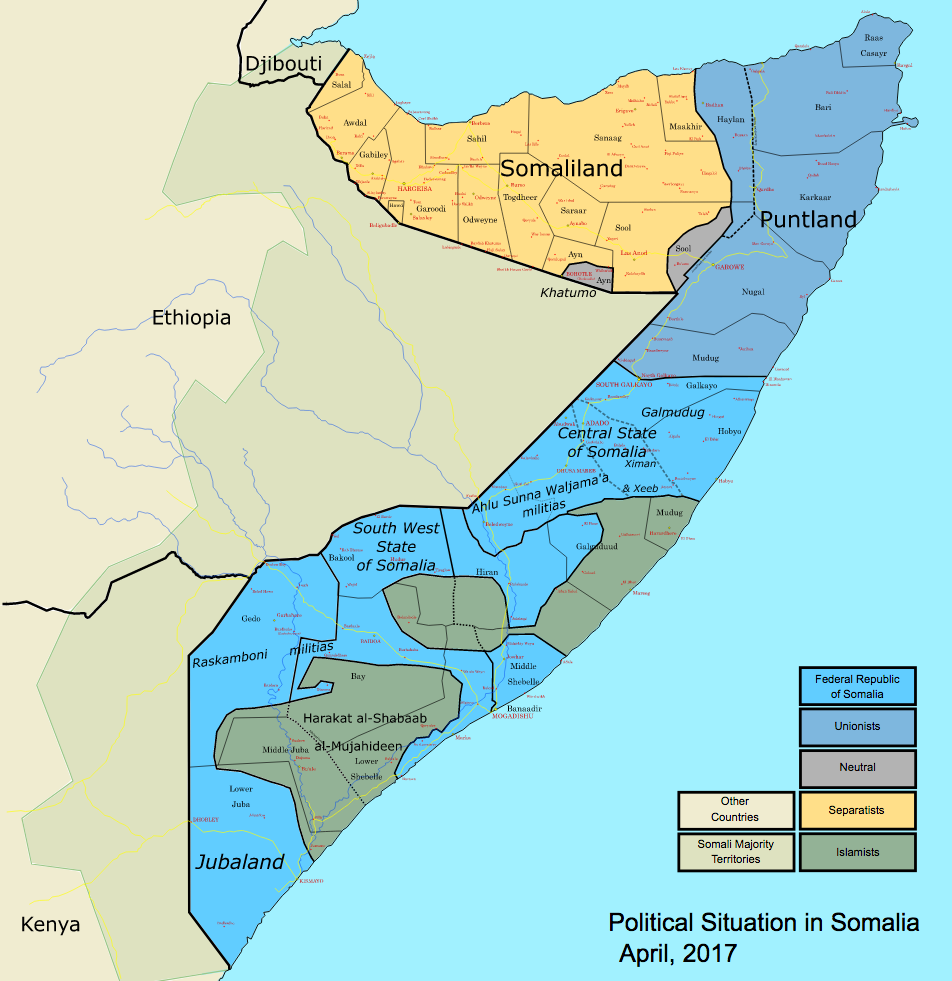
الوضع في الصومال (حتى 25 مارس 2013)

## السياسة
- الرئيس: حسن شيخ محمود[1]
- رئيس الوزراء: عبدي فارح شردون (حتى 21 ديسمبر)[2]، عبد الولي شيخ أحمد (اعتبارًا من 21 ديسمبر)[3]

## وفيات
- في 21 يناير - توفي نائب رئيس بونتلاند السابق ، حسن طاهر محمود أفقُرع، في مستشفى في العاصمة الكينية نيروبي.[4][5]